# ويليام براتون
ويليام براتون (بالإنجليزية: William J. Bratton)‏ هو ضابط شرطة وممثل أمريكي، ولد في 6 أكتوبر 1947 في بوسطن في الولايات المتحدة.

## وصلات خارجية
- ويليام براتون على موقع IMDb (الإنجليزية)
- ويليام براتون على موقع الموسوعة البريطانية (الإنجليزية)
- ويليام براتون على موقع قاعدة بيانات الفيلم (الإنجليزية)